# DF-1
DF-1, también denominado Dong Feng 1 (en chino simplificado: 东风-1 ; chino tradicional: 東風-1 ;literalmente ‘viento del este’), fue un misil balístico chino de alcance medio. 

## Desarrollo
El primero de la serie de misiles Dongfeng. Desarrollado a finales de los años 1950 y lanzado por primera vez el 5 de noviembre de 1960. Inicialmente recibió el nombre en código Proyecto 1059, mientras que la designación 'DF-1' se asignó inicialmente al proyecto que más tarde dio lugar al DF-3).Se trataba de una copia con licencia del R-2 soviético, inicialmente diseñado con el apoyo de personal soviético. En agosto de 1960 el apoyo fue retirado. El primer DF-1 fue lanzado desde Jiuquan sólo tres meses después. En total se lanzaron tres, el último de los cuales el 1 de diciembre de 1960.

## Despliegue
El despliegue del misil DF-1 comenzó en 1961 y se sospecha que se suspendió en junio de 1964, cuando el primer lanzamiento experimental del misil DF-2 fue satisfactorio. Poco después del 15 de septiembre de 1966, cuando el sucesor DF-2 comenzó a desplegarse, el misil DF-1 fue retirado.

## Especificaciones
Como es un producto con licencia, su apariencia y dimensiones son las mismas que las del misil R-2 original. Sin embargo, no está claro si la calidad de los materiales y el nivel tecnológico alcanzado los estándares soviéticos. Parece que alcanzó la tecnología industrial de la Unión Soviética y los resultados son un poco inferiores.
El DF-1 tenía un único motor de cohete RD-101 y empleaba metanol como combustible con oxígeno líquido (LOX) como oxidante.
- Apogeo: 100 km.
- Empuje en despegue: 250 kN.
- Masa total: 20.400 kg.
- Diámetro del cuerpo principal: 1,65 m.
- Longitud total: 17,60 m
- Alcance máximo: 590 km.[4]

La precisión del original soviético R-2 se estima en un CEP de unos 1.250 m. Para la versión china DF-1 se considera equivalente o algo peor, ya que no está claro si la tecnología de mecanizado de precisión del giroscopio alcanzara el estándar soviético.